# South Carolina Gamecocks

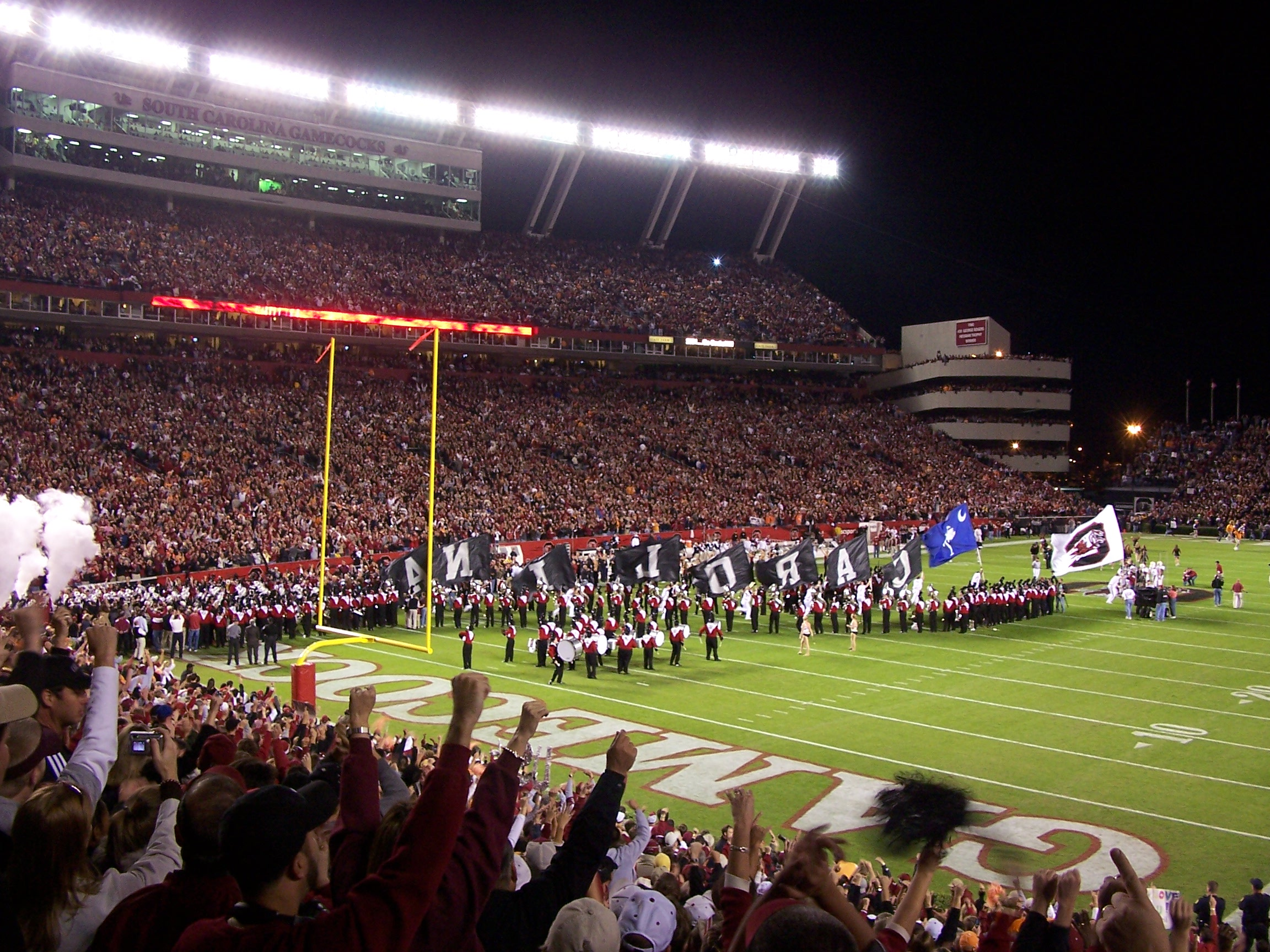
Williams-Brice Stadium.

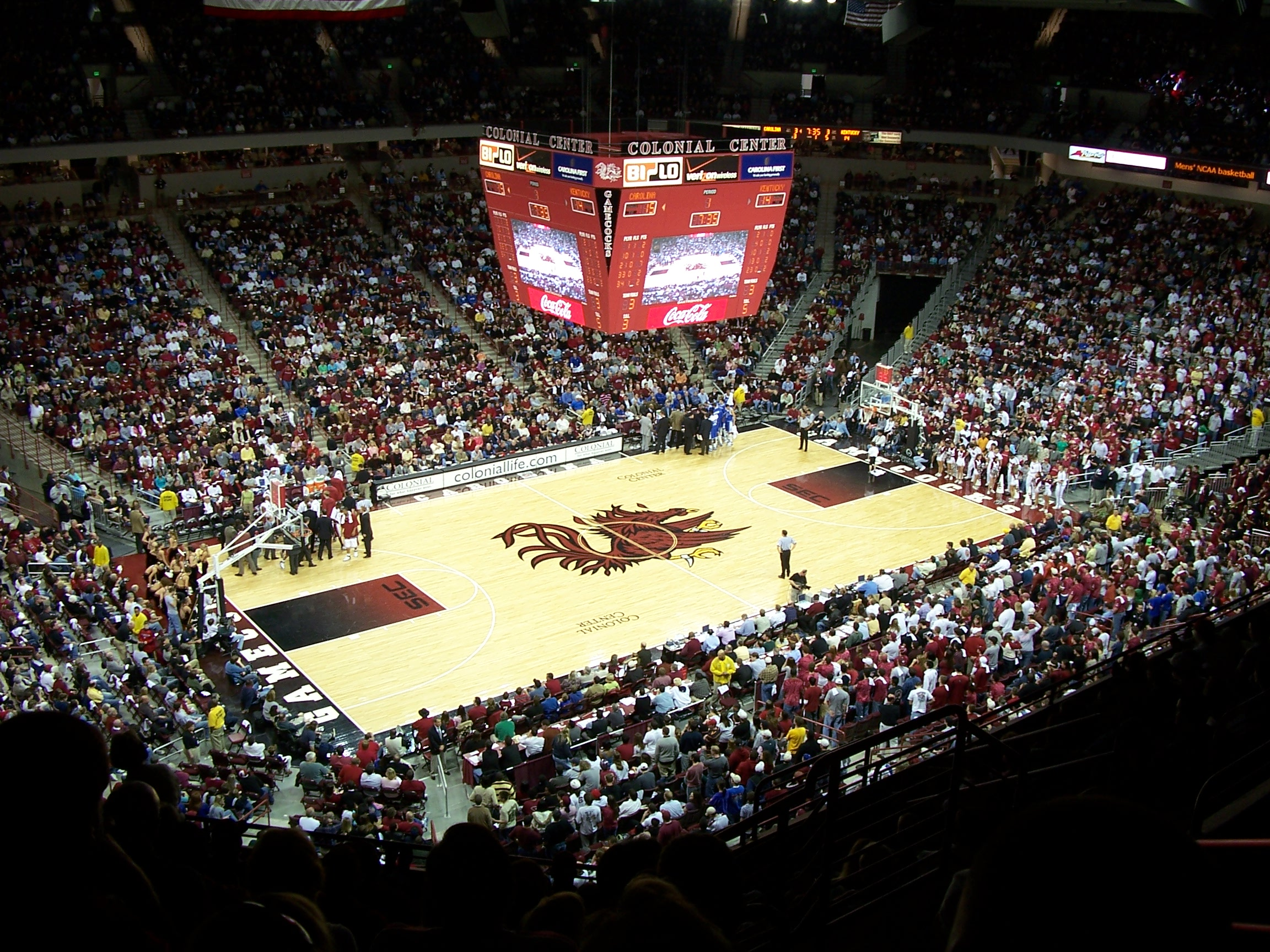
Colonial Life Arena.

South Carolina Gamecocks (español:Gallos de Pelea de Carolina del Sur) es el equipo deportivo de la Universidad de Carolina del Sur en Columbia (Carolina del Sur). Los equipos de los Gamecocks participan en las competiciones universitarias organizadas por la NCAA, y forma parte de la Southeastern Conference, excepto en fútbol masculino, que lo hace en la Sun Belt Conference, y en voleibol de playa femenino, que lo hace en la Coastal Collegiate Sports Association. Los equipos femeninos de los Gamecocks son conocidos como Lady Gamecocks.
La universidad posee seis títulos nacionales en su programa deportivo, como son el de atletismo femenino en 2002, el de equitación femenino en 2005, el béisbol en 2010 y 2011, y de baloncesto femenino en 2017 y 2022. 

## Palmarés nacional
- Atletismo femenino : 2002
- Baloncesto femenino : 2017, 2022
- Béisbol : 2010, 2011
- Equitación femenino : 2005